# Bruceaxius
Bruceaxius is een geslacht van kreeftachtigen uit de klasse van de Malacostraca (hogere kreeftachtigen).

## Soort
- Bruceaxius thailandensis Sakai, 2015